# 中原佑介
中原 佑介（なかはら ゆうすけ、1931年8月22日 - 2011年3月3日）は、日本の美術評論家。京都精華大学学長、同大学名誉教授。

## 経歴
兵庫県神戸市生まれ。本名は江戸頌昌（えどのぶよし）。神戸一中、旧制三高、京都大学理学部卒、京都大学大学院中退。湯川秀樹研究室で理論物理学を専攻していたが、在学中の1955年美術評論が雑誌に掲載されたのを機に、美術批評家となる。
1965年、赤瀬川原平の「千円札裁判」で特別弁護人となる。
1970年に第10回日本国際美術展「東京ビエンナーレ」（通称「人間と物質」展）のコミッショナー、1976年と1978年にベネチア・ビエンナーレのコミッショナーを務めた。1990年3月から9月まで水戸芸術館美術部門芸術総監督を務めた。その後京都精華大学教授となり、2002年に退任して京都精華大学名誉教授となった。2006年4月から2010年3月まで兵庫県立美術館長を務め、2008年1月には国際美術評論家連盟会長に就任した。東野芳明、針生一郎と並んで「美術評論の御三家」と呼ばれた。2011年3月3日、79歳で死去。

## 著書
- 『ナンセンスの美学』 現代思潮社, 1962
- 『現代彫刻』 角川書店〈角川新書〉, 1965
- 『見ることの神話』 フィルムアート社, 1972
- 『人間と物質のあいだ 現代美術の状況』 田畑書店, 1972
- 『ナンセンス芸術論』 フィルムアート社, 1972
- 『大発明物語』 美術出版社, 1975
- 『現代芸術入門』 美術出版社, 1979
- 『ブランクーシ Endless beginning』 美術出版社, 1986
- 『80年代美術100のかたち INAXギャラリー+中原佑介』 INAX, 1991
- 『兵士の物語』 山本容子絵, 評論社, 1992
- 『一九三〇年代のメキシコ』 メタローグ, 1994
- 『関係と無関係 河口龍夫論』 現代企画室, 2003

- 『中原佑介美術批評選集』現代企画室（全12巻予定）

2011から刊行中（2022までに10冊刊）
第1巻：創造のための批評　戦後美術批評の地平
第2巻：日本近代美術史　西洋美術の受容とそのゆくえ
第3巻：前衛のゆくえ　アンデパンダン展の時代とナンセンスの美学
第4巻：「見ることの神話」から　アイディアの自立と芸術の変容
第5巻：「人間と物質」展の射程　日本初の本格的な国際展
第6巻：現代彫刻論　物質文明との対峙
第7巻：メディアとしての芸術　漫画・デザイン・写真・映像
第8巻：現代芸術とは何か　二〇世紀美術をめぐる「対話」
第9巻：大発明物語　芸術と科学的思考
第10巻：社会のなかの美術　拡張する展示空間
第11巻：作家論（未刊）
第12巻：資料編（書誌や年譜ほか、未刊）

### 共編著
- 『現代の美術 art now』-「1 先駆者たち」ほか、講談社（全12巻・別巻） 1971-73  
高階秀爾と企画共編、別巻は『現代美術の思想』、巻末に全巻・図版索引
- 『世界の名画 24 モンドリアンと抽象絵画』中央公論社 1974。中村真一郎、高階秀爾と分担解説
- 『グランド世界美術 23 ピカソとマチス 立体派と野獣派』講談社 1974
- 『ピカソ全集 8 彫刻5』講談社 1982
- 『クリスト Christo works 1958-1983』草月出版 1984
- 『現代世界の美術 19 デルヴォー』集英社 1986
- 『ヒトはなぜ絵を描くのか』フィルムアート社 2001
- 『美術と展示の現場』新宿書房 2008
秋元雄史、笠原美智子、増田玲（共著）、神戸芸術工科大学デザイン教育研究センター（編）

## 翻訳
- カルヴィン・トムキンズ『花嫁と独身者たち 現代芸術五人の巨匠』 高取利尚共訳 美術出版社 1972
- エンリコ・クリスポルティ『現代の絵画 20 現代のイギリス絵画』 川名公平共訳 平凡社 1973
- ローズリー・ゴールドバーグ『パフォーマンス 未来派から現在まで』 リブロポート・アール・ヴィヴァン選書 1982.11
- エリック・シェインズ『コンスタンチン・ブランクーシ』 水沢勉共訳 美術出版社 (モダン・マスターズ・シリーズ)  1991.2
- 『ウォーホル日記』 パット・ハケット編、野中邦子共訳 文藝春秋 1995.12 / 文春文庫（上下） 1997.1